# Billy Bauer
Billy Bauer (14 de noviembre de 1915-16 de junio de 2005) fue un guitarrista de jazz estadounidense. Además de grabar algunos álbumes y hacer colaboraciones con reconocidos músicos de jazz, Bauer fue profesor de guitarra. Uno de sus estudiantes más célebres fue Joe Satriani. En 1997 publicó un libro autobiográfico titulado Sideman.

## Discografía
Con Al Cohn
- Mr. Music (RCA Victor, 1955)

Con Dizzy Gillespie
- The Complete RCA Victor Recordings (Bluebird, 1937-1949 [1995])

Con Lee Konitz
- Lee Konitz with Warne Marsh (Atlantic, 1955)
- Inside Hi-Fi (Atlantic, 1956)
- The Real Lee Konitz (Atlantic, 1957)